# Werner Krebs
Ernst Werner Krebs (* 21. November 1854 in Thun; † 4. April 1937 in Bern) war ein Schweizer Unternehmer und Politiker; sein Pseudonym war Meister Hämmerli.

## Leben
Werner Krebs war der Sohn des Gerichtsschreibers Johann Krebs und dessen Ehefrau Maria Elisabeth (geb. Gugelmann) (* 1821; † 11. Oktober 1891).
Nach dem Besuch der Primarschule und des Progymnasiums in Thun erhielt Krebs von 1871 bis zum Frühjahr 1874 eine Ausbildung zum Schriftsetzer bei Stämpfli in Bern, dem sich Wanderjahre in Deutschland anschlossen, worauf er dann wieder bei Stämpfli angestellt war. 1878 entschloss er sich, in die Selbständigkeit zu gehen und war bis 1886 Druckereibesitzer und Verleger in Bern; in dieser Zeit gründete er im Juli 1883 die Zeitschrift Das Gewerbe (heute Schweizerische Gewerbezeitung,) die bis 1887 alle zwei Wochen und anschliessend als Wochenblatt erschien; er war zugleich auch deren Redakteur sowie von der Illustrierten Ausstellungs-Zeitung. 1906 verkaufte er die Verlagsrechte an den Schweizerischen Gewerbeverband, den er 1879 mitbegründet hatte und dessen hauptamtlicher Sekretär er, seit Gründung des Sekretariats, von November 1885 bis 1924 war; am 1. Mai 1887 zählte der Verband 51 Sektionen. Nach der Umbenennung seiner ehemaligen Zeitung in Schweizerische Gewerbezeitung blieb er deren Redakteur.
Er war seit 1880 mit Maria Elisabeth, die Tochter von Johannes Schindler aus Wichtrach, verheiratet; gemeinsam hatten sie eine Tochter und einen Sohn.
Zum Zeitpunkt seines Todes lebte er in der Wabernstrasse 14 in Bern. Seine Beisetzung erfolgte auf dem Bremgartenfriedhof in Bern.

### Politisches, berufliches und gesellschaftliches Wirken
Werner Krebs hielt in seiner Tätigkeit als Gewerbesekretär für den Schweizerischen Gewerbeverband auch häufig Vorträge zu verschiedenen Themen, so unter anderem 1888 und 1889 über die neue Gewerbeordnung und deren Ziele, 1892 über das Gesetz betr. gewerbliche Schiedsgerichte, 1893 über Staatliche Forderung der Berufslehre beim Meister, 1896 zu In wie weit soll das Kantonale Gewerbegesetz der sozialen Lage der unselbständig Erwerbenden Rechnung tragen?, 1897 zu Berufsgenossenschaften, 1898 über den Wert und die Bedeutung der Lehrlingsprüfungen und ihre praktische Durchführung, 1900 zum Thema Wie fördert man seine Konkurrenzfähigkeit?, 1902 zu Gesetzesentwurf betreffend die gewerbliche und kaufmännische Berufslehre, 1904 zu Zweck und Aufgaben der Handwerker- und Gewerbevereine und Sonntagsgesetzgebung, 1918 über Grundsätze und Zielpunkte der schweizerischen Gewerbegesetzgebung und Die Mittel der Gewerbeförderung.
- 1889 regte er die Gründung einer Kommission an, in der über ein Fabrikgesetz für den Kanton Zürich beraten werden sollte, in dem unter anderem auch Bestimmungen zum Schutz der Arbeiterinnen aufgenommen werden sollten.[24] Aufgrund seiner publizistischen und journalistischen Tätigkeit verschaffte Werner Krebs dem Schweizer Gewerbe mit dem Ge* werbeverband eine schlagkräftige Organisation. Er erhielt 1898 von der bernischen Handels- und Gewerbekammer den Auftrag, einen Gesetzentwurf über die staatliche Organisation der Lehrlingsprüfungen einzureichen; er kam dieser Aufforderung am 10. November mit dem Gesetzentwurf über gewerbliche und kaufmännische Berufslehre im Kanton Bern nach.[25][26] Im gleichen Jahr wurde er in die Zentralkommission gewählt, die für die Organisation der Beteiligung der Schweiz an der Weltausstellung in Paris im Jahr 1900 zuständig war.[27]
- 1882 gründete er den bernischen Gewerbeverband (heute Berner KMU) und war von 1908 bis 1911[28] deren Präsident, der Ende 1908 in 24 Sektionen 3.826 Mitglieder hatte;[29] 1915 wurde er dort Ehrenmitglied.
- Bis zur Übergabe an die Stadt Zürich im Jahr 1893[30] war er Präsident der am 29. November 1873 durch Friedrich Locher (1842–1906)[31] mitgegründeten Gewerbeschule Zürich.
- Er war von 1883 bis 1885 freisinniger Berner Stadtrat und von 1890 bis 1893 Zürcher Kantonsrat sowie von 1898 bis 1902 Berner Grossrat.
- Er setzte sich 1901 für die Gründung einer Kunstgewerbegenossenschaft in Bern ein.[32]
- 1906 gab sich der kirchliche Reformverein der Stadt Bern eine neue Organisation und gliederte sich in selbständige Sektionen, die durch einen Zentralausschuss und durch die Generalversammlung aller Mitglieder kontrolliert wurden. Werner Krebs gehörte dem Zentralausschuss und dem Sektionsvorstand an.[33]
- Er war seit 1909 auch Verwaltungsrat der Schweizerischen Bundesbahnen.[34]
- 1910 gehörte er dem Initiativkomitee an, dass zur Gründung einer bernischen Vereinigung für Kinder- und Frauenschutz aufrief.[35]

## Mitgliedschaften
- Krebs war 1877 Kandidat des Grütlivereins.[36]
- 1881 wurde er Mitglied im Veloklub Bern und war 1883 auch Mitbegründer des Schweizerischen Radfahrerbundes.
- Er war 1895 Präsident des Gewerbeschulvereins Zürich und Umgebung[37]; 1897 trat er von diesem Amt zurück[38].
- Von 1898 bis 1935 war er Mitglied der volkswirtschaftlichen Kommission der Schweizerischen Gemeinnützigen Gesellschaft.
- 1900 war er Mitglied des Komitees des Handels- und Industrieklubs Bern.[39]
- Er gehörte 1911 dem Internationalen Ausschuss des Internationalen Verbandes zum Studium der Verhältnisse des Mittelstandes an, der sich 1903 in Brüssel gegründet hatte.[40]
- Von 1921 bis 1933 war er Präsident der Aufsichtskommission des Berner Gewerbemuseums, damit verbunden war auch seine Tätigkeit als Mitglied der schweizerischen Kommission für das Ausstellungswesen von 1908 bis 1930.
- Nach seinem Rücktritt als hauptamtlicher Sekretär wurde er 1924 zum Ehrenmitglied des Schweizerischen Gewerbeverbandes ernannt.[41]
- 1926 gehörte er der kantonalen Lehrlingsprüfungskommission an.[42]
- An der Heiliggeist-Kirchgemeinde wurde er am 9. Oktober 1904 im Rahmen einer Ersatzwahl in die Kirchensynode des Kantons Bern an Stelle des verstorbenen Emil Hegg (* 1832)[43] zum Synodalrat gewählt[44] und war 1918 Vizepräsident[45] sowie seit 1919 deren Präsident[46].

## Ehrungen und Auszeichnungen
- Krebs erhielt 1896 während der schweizerischen Landesausstellung in Genf die Silbermedaille für die Gruppe Gesellige und Berufsvereine.[47]
- Er wurde 1897 durch Erzherzog Otto von Österreich zum Korrespondenten des Technologischen Gewerbemuseums ernannt.
- Für seine Schrift Mittel und Wege zur Unterstützung des Mittelstandes in der vernünftigen Auswahl eines Berufes erhielt er 1911 den Preis von 1.000 Franken vom Brüsseler Internationalen Verband für das Studium der Verhältnisse des Mittelstandes.[48] Im gleichen Jahr erhielt er am 3. April 1911 zum fünfundzwanzigjährigen Jubiläum[49] vom Schweizerischen Gewerbeverband eine Ehrengabe, weil er seine Aufgabe immer mit Aufopferung und Liebe zur Sache, aber auch außerhalb seines Amtes durch Vorträge und Publikationen, namentlich auf dem Gebiete der Berufslehre wirkte, so daß er auf diesem Gebiete sowohl im In- als auch im Auslande als Autorität anerkannt wurde.[50]
- 1914 erhielt er vom Preisgericht der Schweizerischen Landesausstellung die Auszeichnung für verdienstvolle Bestrebungen auf dem Gebiete der Volkswohlfahrt für von ihm verfasste Gewerbliche Literatur[51].

## Schriften (Auswahl)
- Die Fürsorge für unsere gewerbliche Jugend. 1891.
- Zum Schutze des Kleingewerbes gegen Auswüchse und Übelstände im Handel und Kreditverkehr. 1893.
- Illustrierte Ausstellungs-Zeitung: offizielles Organ der Kantonalen Gewerbeausstellung Zürich 1894. Zürich: Meyer & Männer, 1894. (Digitalisat).
- Gewerbezählung und gewerbliche Enquete.
  - Teil I. In: Neue Zürcher Zeitung vom 20. Januar 1898, Seite 1 (Digitalisat).
  - Teil II. In: Neue Zürcher Zeitung (Morgenblatt) vom 21. Januar 1898, Seite 1 (Digitalisat).
  - Teil III. In: Neue Zürcher Zeitung (Erstes Abendblatt) vom 21. Januar 1898, Seite 1 (Digitalisat).
- Was lehrt uns die kantonale bernische Gewerbe-Ausstellung, Thun 1899. Bern: Büchler & Co., 1899.[52]
- Nutzanwendungen aus der kantonalen Gewerbeausstellung. In: Der Bund vom 16. Oktober 1899, S. 1–2 (Digitalisat).
- Die gewerbliche Organisation einst, jetzt und künftig. 1899.[53]
- Weltausstellungs-Betrachtungen.
  - Teil I. In: Neue Zürcher Zeitung vom 3. November 1900, S. 5 (Digitalisat).
  - Teil II. In: Neue Zürcher Zeitung vom 9. November 1900, S. 5 (Digitalisat).
  - Teil III. In: Neue Zürcher Zeitung vom 13. November 1900, S. 5–6 (Digitalisat).
  - Teil IV. In: Neue Zürcher Zeitung vom 16. November 1900, S. 5 (Digitalisat).
  - Teil V. In: Neue Zürcher Zeitung vom 6. Dezember 1900, S. 5–6 (Digitalisat).
  - Schluss. In: Neue Zürcher Zeitung vom 13. Dezember 1900, S. 5–6 (Digitalisat).
- Wie fördert man seine Konkurrenzfähigkeit? 1900.
- Zweck und Nutzen der Lehrlingsprüfungen. 1903.
- Hat das Kleingewerbe noch eine Zukunft?
  - Teil I. In: Neue Zürcher Zeitung vom 21. August 1903, Seite 5 (Digitalisat).
  - Teil II. In: Neue Zürcher Zeitung vom 22. August 1903, Seite 5 (Digitalisat).
  - Teil III. In: Neue Zürcher Zeitung vom 25. August 1903, Seite 5 (Digitalisat).
  - Teil IV. In: Neue Zürcher Zeitung vom 26. August 1903, Seite 5 (Digitalisat).
  - Teil V (Schluss). In: Neue Zürcher Zeitung vom 26. August 1903, Seite 5 (Digitalisat).
- Gewerbe- und Industriemuseen. 1904.
- Denkschrift des Schweizerischen Gewerbevereins zur Feier seines 25jährigen Bestehens 1879–1904. 1904.[54]
- Warum soll der bernische Handwerker- und Gewerbestand das Lehrlingsgesetz annehmen? In: Täglicher Anzeiger für Thun und das Berner Oberland vom 18. März 1905, S. 1 (Digitalisat).
- Organisation des Kredites für Gewerbe, Kleinhandel und Landwirtschaft in der Schweiz. 1908.
- Ein schweizerisches sozialstatistisches Amt. 1909.[55]
- Die Gewerbegesetzgebung in der Schweiz. 1909.
- Die "Gewerbegasse" an der Landes-Ausstellung in Bern. In: Tagblatt der Stadt Thun vom 4. Mai 1911, S. 1 (Digitalisat).
- Mittel für eine rationelle Berufswahl im Mittelstande. 1912.
- Ratschläge von Meister Hämmerli. 1913.[56]
- Die Schweizerische Landesausstellung in Bern 1914. 1915.
- Alte Handwerksbräuche.
  - Teil I. In: Die Schweiz, Band 19. 1915. S. 484–489 (Digitalisat).
  - Schluss. In: Die Schweiz, Band 19. 1915. S. 545–549 (Digitalisat).
- Lehren des Weltkrieges für das Schweizerische Gewerbe. 1916.
- Vom altehrbaren Handwerk der Schneider. 1917.
- Handwerksleute: Aus den Erinnerungen dreier Handwerker. 1917.
- Ein Beitrag zur Förderung des staatsbürgerlichen Unterrichts. In: Die Schweiz, Band 21. 1921. S. 19–23 (Digitalisat).
- Zur Reform der Bundesbahnverwaltung. 1920.
- Handwärkslüt: fünf Zytbilder us em Handwärkerläbe. 1921.
- Der Handwerksbursche im Luftballon.
  - Teil I. In: Der Bund vom 15. November 1922, S. 1–2 (Digitalisat).
  - Teil II. In: Der Bund vom 16. November 1922, S. 1–2 (Digitalisat).
  - Teil III. In: Der Bund vom 17. November 1922, S. 1–2 (Digitalisat).
  - Teil IV. In: Der Bund vom 18. November 1922, S. 1–2 (Digitalisat).
  - Teil V. In: Der Bund vom 19. November 1922, S. 1–3 (Digitalisat).
- Mustermesse und Schweizerwoche als Mittel der Gewerbeförderung. In: Illustrierte schweizerische Handwerker-Zeitung, Band 40, Heft 42. 1924. S. 467–468 (Digitalisat).
- Alte Handwerksbräuche. In: Schweizerischer Gewerbekalender. 1925.[57]
- Der Verkehr der Gewerbetreibenden mit Kreditinstituten. In: Illustrierte schweizerische Handwerker-Zeitung, Band 41, Heft 41. 1925. S. 475–476 (Digitalisat).
- Aus der Geschichte der Handwerker- und Gewerbeschulen. In: Der Bund vom 15. Dezember 1926, S. 2 (Digitalisat).
- Die Gewerbeschule der Stadt Bern. In: Der Bund vom 12. Dezember 1926, S. 3 (Digitalisat).
- Auf der Walz vor fünfzig Jahren. Bern: Verein für Verbreitung guter Schriften, 1927.[58]
- Straf- und Strafprozessgesetze für den Kanton Bern. 1929.
- Form und Inhalt der Geschäftskorreskondenz. In: Illustrierte schweizerische Handwerker-Zeitung, Band 45, Heft 40. 1929. S. 478–479 (Digitalisat).
- Das Erwerbsleben des Mittelstandes. In: Der Bund vom 12. April 1930, S. 9 (Digitalisat).
- Anpassung. In: Der Bund vom 27. Februar 1931, S. 5 (Digitalisat).
- Gewerbestand und Gewerbefreiheit. In: Der Bund vom 28. Mai 1932. S. 5–6 (Digitalisat).
- Handwerksehre und bürgerliche Ehre. In: Der Bund vom 2. Dezember 1932, S. 1–2 (Digitalisat).
- Die Handwerkslehre im alten Bern. In: Die Berner Woche in Wort und Bild. Band 23, Heft 16. 1933. S. 248–249 (Digitalisat).
- Alte Handwerksbräuche mit besonderer Berücksichtigung der Schweiz. Bern: Schweizerische Gesellschaft für Volkskunde, 1933.
- Gedanken eines Veterans vor dem Bundesfeiertag. In: Der Bund vom 23. Juli 1934, S. 6 (Digitalisat).
- Radfahren vor fünfzig Jahren. In: Der Bund vom 25. August 1934, S. 8 (Digitalisat).
- Revisions-Erinnerungen eines Veteranen. In: Der Bund vom 5. September 1935, S. 7 (Digitalisat).
- Bernische Volkskunst. In: Oberländer Tagblatt vom 8. November 1935, S. 3 (Digitalisat).
- Zuviel Weltausstellungen. In: Der Bund vom 6. Januar 1936, S. 4 (Digitalisat).